# Mistrzostwa Świata Juniorów w Narciarstwie Alpejskim 2023
42. Mistrzostwa świata juniorów w narciarstwie alpejskim – zawody w narciarstwie alpejskim, które odbyły się w dniach 17–25 stycznia 2023 roku na trasach w austriackim St. Anton. W programie zawodów przewidziano po pięć konkurencji dla kobiet i mężczyzn: zjazd, supergigant, gigant, slalom i drużynową superkombinację. Ponadto rozegrano mieszane zawody drużynowe w gigancie równoległym.
Były to czwarte w historii zawody tego cyklu zorganizowane w Austrii, jednak pierwsze odbywające się w tej miejscowości.

## Wyniki
| Pozycja | Zawodnik                | Narodowość | Czas  |
| ------- | ----------------------- | ---------- | ----- |
|         | Rok Ažnoh               | Słowenia   | 55,06 |
|         | Alban Elezi Cannaferina | Francja    | 55,56 |
|         | Livio Hiltbrand         | Szwajcaria | 55,88 |
| 4.      | Vincent Wieser          | Austria    | 55,89 |
| 5.      | Charles Gamel Seigneur  | Francja    | 55,97 |
| 6.      | Luis Vogt               | Niemcy     | 55,99 |

| Pozycja | Zawodniczka               | Narodowość | Czas  |
| ------- | ------------------------- | ---------- | ----- |
|         | Stefanie Grob             | Szwajcaria | 57,51 |
|         | Vicky Bernardi            | Włochy     | 57,54 |
|         | Pernille Dyrstad Lydersen | Norwegia   | 57,86 |
| 4.      | Lara Colturi              | Albania    | 57,91 |
| 5.      | Alice Calaba              | Włochy     | 57,97 |
| 6.      | Emma Aicher               | Niemcy     | 58,21 |

| Pozycja | Zawodnik        | Narodowość | Czas    |
| ------- | --------------- | ---------- | ------- |
|         | Livio Hiltbrand | Szwajcaria | 1:00,17 |
|         | Lenz Hächler    | Szwajcaria | 1:00,20 |
|         | Vincent Wieser  | Austria    | 1:00,28 |
| 4.      | Simen Sellæg    | Norwegia   | 1:00,30 |
| 5.      | Noah Geihseder  | Austria    | 1:00,45 |
| 6.      | Antoine Azzolin | Francja    | 1:00,48 |

| Pozycja | Zawodniczka    | Narodowość        | Czas    |
| ------- | -------------- | ----------------- | ------- |
|         | Lara Colturi   | Albania           | 1:01,64 |
|         | Stefanie Grob  | Szwajcaria        | 1:02,29 |
|         | Alice Calaba   | Włochy            | 1:02,36 |
| 4.      | Emma Aicher    | Niemcy            | 1:02,72 |
| 5.      | Vicky Bernardi | Włochy            | 1:02,99 |
| 6.      | Lauren Macuga  | Stany Zjednoczone | 1:03,02 |

| Pozycja | Zawodnik                | Narodowość | Czas    |
| ------- | ----------------------- | ---------- | ------- |
|         | Alban Elezi Cannaferina | Francja    | 1:43,61 |
|         | Eduard Hallberg         | Finlandia  | 1:43,93 |
|         | Oscar Andreas Sandvik   | Norwegia   | 1:44,04 |
| 4.      | Theodor Brækken         | Norwegia   | 1:44,21 |
| 5.      | Sandro Zurbrügg         | Szwajcaria | 1:44,26 |
| 6.      | Hans Grahl-Madsen       | Norwegia   | 1:44,36 |

| Pozycja | Zawodniczka           | Narodowość | Czas    |
| ------- | --------------------- | ---------- | ------- |
|         | Hanna Aronsson Elfman | Szwecja    | 2:06,02 |
|         | Stefanie Grob         | Szwajcaria | 2:07,08 |
|         | Lara Colturi          | Albania    | 2:07,26 |
| 4.      | Annette Belfrond      | Włochy     | 2:07,31 |
| 5.      | Emma Aicher           | Niemcy     | 2:07,38 |
| 6.      | Lisa Nyberg           | Szwecja    | 2:07,61 |

| Pozycja | Zawodnik                | Narodowość | Czas    |
| ------- | ----------------------- | ---------- | ------- |
|         | Corrado Barbera         | Włochy     | 1:39,21 |
|         | Adam Hofstedt           | Szwecja    | 1:39,50 |
|         | Antoine Azzolin         | Francja    | 1:39,59 |
| 4.      | Oscar Andreas Sandvik   | Norwegia   | 1:39,80 |
| 5.      | Marinus Sennhofer       | Niemcy     | 1:39,95 |
| 6.      | Fabian Ax Swartz        | Szwecja    | 1:40,17 |
| 6.      | Alban Elezi Cannaferina | Francja    | 1:40,17 |

| Pozycja | Zawodniczka           | Narodowość | Czas    |
| ------- | --------------------- | ---------- | ------- |
|         | Hanna Aronsson Elfman | Szwecja    | 1:36,98 |
|         | Janine Mächler        | Szwajcaria | 1:37,43 |
|         | Beatrice Sola         | Włochy     | 1:37,98 |
| 4.      | Emma Aicher           | Niemcy     | 1:38,24 |
| 5.      | Annette Belfrond      | Włochy     | 1:38,25 |
| 6.      | Alizée Dahon          | Francja    | 1:38,53 |

### Drużynowo
| Konkurencja                | Data        | Złoto                                                                   | Srebro                                                                                       | Brąz                                                                                   |
| Superkombinacja mężczyzn   | 20 stycznia | Włochy 1 Marco Abbruzzese · Corrado Barbera                             | Niemcy 1 Luis Vogt · Nickco Palamaras                                                        | Austria 1 Vincent Wieser · Jakob Greber                                                |
| Superkombinacja kobiet     | 20 stycznia | Szwajcaria 1 Stefanie Grob · Janine Mächler                             | Niemcy 1 Emma Aicher · Elina Lipp                                                            | Włochy 2 Alice Calaba · Beatrice Sola                                                  |
| Gigant równoległy mieszany | 23 stycznia | Szwecja Cornelia Öhlund · Emil Nyberg · Liza Backlund · Lucas Kongsholm | Włochy Ambra Pomare · Pietro Giovanni Motterlini · Giulia Valleriani · Davide Leonardo Seppi | Norwegia Pernille Dyrstad Lydersen · Hans Grahl-Madsen · Pia Møller · Jesper Wahlqvist |

## Klasyfikacja medalowa
| Miejsce | Państwo    |   |   |   | złoto · srebro · brąz |
| ------- | ---------- | - | - | - | --------------------- |
| 1.      | Szwajcaria | 3 | 4 | 1 | 8                     |
| 2.      | Szwecja    | 3 | 1 | 0 | 4                     |
| 3.      | Włochy     | 2 | 2 | 3 | 7                     |
| 4.      | Francja    | 1 | 1 | 1 | 3                     |
| 5.      | Albania    | 1 | 0 | 1 | 2                     |
| 6.      | Słowenia   | 1 | 0 | 0 | 1                     |
| 7.      | Niemcy     | 0 | 2 | 0 | 2                     |
| 8.      | Finlandia  | 0 | 1 | 0 | 1                     |
| 9.      | Norwegia   | 0 | 0 | 3 | 3                     |
| 10.     | Austria    | 0 | 0 | 2 | 2                     |